# Morfo cranberry
In morfologia linguistica, un morfo cranberry (in inglese "cranberry morpheme" o "fossilized term") è un tipo di morfo legato a cui non può essere assegnato un significato indipendente o una funzione grammaticale, ma ha comunque valore distintivo, ovvero serve a distinguere una parola dalle altre.

## Etimologia
L'archetipo è il morfo "cran" della parola inglese "cranberry", derivato dal termine "crane" (gruidae, la famiglia di uccelli), sebbene il collegamento non sia così immediato. Esempio simile può essere il morfo "mul" , presente solo in "mulberry" (in latino "morus"). In fonetica anche il primo morfo di "raspberry" può contare come morfo cranberry, nonostante la parola "rasp" sia utilizzata anche in maniera indipendente. Bisogna confrontare questi casi con la parola "blackberry", che contiene due evidenti morfi liberi ("black" e "berry"), e con "loganberry" e "boysenberry", di cui il primo morfo è derivato da un nome proprio.

## Altri esempi
Altri morfi cranberry in inglese sono:
- mit in permit, commit, transmit, remit, and submit, dal verbo latino mittere [2], ovvero "inviare", "mandare"[3]
- ceive in receive, perceive, and conceive, dal verbo latino capere [4], ovvero "prendere"
- twi in twilight
- cob in cobweb, dalla parola ora in disuso "coppe" per "ragno"

## Modalità di affermazione
I morfi cranberry possono affermarsi in diversi modi:
- Un termine dialettale può entrare nel lessico della lingua standard in un composto, ma non nella sua forma radicale: per esempio la parola "blatherskite", "colui che parla senza senso", contiene lo scozzese "skite"  che significa "persona spregevole".
- Una parola può cadere in disuso nella sua forma radicale ma rimanere utilizzata in un composto: per esempio "lukewarm"  dall'inglese medio "luke" che significa "tiepido".
- Un composto può contenere un prestito da un'altra lingua: per esempio "hinterland" deriva dal tedesco "hinter" dietro e "land" territorio.
- Un prestito può essere paretimologicamente ricondotto a una falsa origine: per esempio un "taffrail (coronamento)" è effettivamente un tipo di "rail", ma in realtà la parola deriva dall'olandese "tafereel".